# Ewald Schmeken
Ewald Schmeken (* 5. Februar 1927 in Gladbeck; † 24. Januar 2009 ebenda) war ein deutscher Historiker und Soziologe.

## Leben und Wirken
Ewald Schmeken stammte aus einer Gladbecker Handwerker- und Kaufmannsfamilie. Er besuchte die Lambertischule in Gladbeck und das Gymnasium Petrinum Dorsten, musste die Schulausbildung aber wegen des Zweiten Weltkriegs abbrechen. Nach seinem Kriegsdienst absolvierte er eine Handwerkerlehre und legte die Meisterprüfung als Polsterer und Sattler sowie das Abitur ab. Ab 1956 studierte er an den Universitäten Köln und Münster Geschichte, Philosophie, Soziologie und Germanistik.
1961 wurde Schmeken bei Albert K. Hömberg in Münster zum Dr. phil. promoviert. Seine Dissertation Die sächsische Gogerichtsbarkeit im Raum zwischen Rhein und Weser behandelt die mittelalterliche Rechtsgeschichte Westfalens im Hinblick auf Gogerichte. Zeitgenössische Rezensenten beurteilten seine Arbeit als „gewichtig“, kritisierten aber einen engen Bezug zu den Auffassungen und Deutungen Hömbergs.
Nach seiner Promotion war Schmeken als Lehrer am Ruhrkolleg in Essen-Huttrop tätig. In den 1970er Jahren wurde er an die Universität-Gesamthochschule Essen als Professor für Historische Soziologie und Sozialgeschichte berufen. In seiner Forschungs- und Lehrtätigkeit befasste er sich vor allem mit Fragen der Familien- und Jugendsoziologie.
Neben seiner wissenschaftlichen Arbeit beschäftigte er sich mit gesellschaftskritischen Problemen in der modernen deutschen Literatur und veröffentlichte selbst literarische Werke mit autobiographischen Bezügen. Er war aktiv in der A.V. Cheruscia zu Münster und im Gladbecker CV tätig.
Ewald Schmeken lebte in Gladbeck. Er war verheiratet und hat einen Sohn, den Fernsehmoderator Thomas Schmeken, und eine Tochter, die Fotokünstlerin Regina Schmeken. Er ist in einer Familiengruft auf dem Gladbecker Zentralfriedhof beerdigt.

## Schriften
- (Hrsg.): Frau und Gesellschaft. Bagel, Düsseldorf 1979, ISBN 3-513-54822-2.
- mit Heinz Abels: Familie in der Gesellschaft. Bagel, Düsseldorf 1981, ISBN 3-513-54825-7.
- Lyrische Tangenten. Resümee in Versen. Fischer, Frankfurt am Main 1992, ISBN 3-89406-492-7.
- MutProben. Gedichte. Fischer, Frankfurt am Main 1996, ISBN 3-89501-278-5.
- Streiflichter der Erinnerung. Kindheit und Jugend im Rückspiegel. Fischer, Frankfurt am Main 1999, ISBN  3-89501-722-1.
- Pfeilschnell ist das Jetzt entflogen. Rückblende auf die Nachkriegszeit. BoD Schmeken, 2003, ISBN 3-8330-0827-X.